# Aéroport de Pori
L'aéroport de Pori (Porin lentoasema en finnois) (code IATA : POR • code OACI : EFPO) est un aéroport régional de Finlande situé dans le Sud-Ouest du pays, à 2 km de la ville de Pori. Sa construction, planifiée dès 1937, s'accélère pendant la guerre d'Hiver (l'aéroport est alors déjà utilisé bien que pas achevé). Terminé en 1941, il est utilisé par la Luftwaffe pendant la Guerre de Continuation. Le terminal a été inauguré dans les années 1960 et Pori est devenu un aéroport intégralement civil en 1985.

## Situation
| \| 50 km1:2 811 000 \| Enontekiö Helsinki-Malmi Helsinki-Vantaa Ivalo Joensuu Jyväskylä Kajaani Kemi-Tornio Kittilä Kokkola-Pietarsaari Kuopio Kuusamo Lappeenranta Mariehamn Oulu Pori Rovaniemi Savonlinna Tampere Turku Vaasa Varkaus |
| 50 km1:2 811 000 |

## Utilisation de l'aéroport
La seule liaison permanente est celle vers la capitale Helsinki, effectuée par Finncomm Airlines. En 2008, l'aéroport se classait seizième en Finlande pour le trafic passagers avec 66 308 passagers accueillis. De nombreux vols vacances sont effectués depuis Pori, notamment par Finnair.

## Compagnies et destinations
| Compagnies                | Destinations    |
| ------------------------- | --------------- |
| Budapest Aircraft Service | Helsinki-Vantaa |

Édité le 24/02/2020

## Trafic de passagers
Pour des raisons techniques, il est temporairement impossible d'afficher le graphique qui aurait dû être présenté ici.

Voir la requête brute et les sources sur Wikidata.
| Année | Domestique | International | Total  | Variation |
| ----- | ---------- | ------------- | ------ | --------- |
| 2005  | 52 456     | 7 734         | 60 190 | +5,5 %    |
| 2006  | 58 196     | 6 191         | 64 387 | +7,0 %    |
| 2007  | 58 962     | 6 952         | 65 914 | +2,4 %    |
| 2008  | 55 839     | 10 469        | 66 308 | +0,9 %    |
| 2009  | 50 961     | 11 169        | 62 130 | −6,9 %    |
| 2010  | 36 458     | 6 703         | 43 161 | −30,5 %   |
| 2011  | 46 175     | 7 881         | 54 056 | +25,2 %   |
| 2012  | 14 932     | 20 381        | 35 313 | −34,7 %   |
| 2013  | 16 275     | 9 954         | 26 229 | −25,7 %   |